# Joannès Terme
Pour les articles homonymes, voir Terme.
Joannès Terme est un homme politique français né le 11 mai 1823 à Lyon (Rhône) et décédé le 22 avril 1888 à Denicé (Rhône).

## Biographie
Fils de Jean-François Terme, ancien maire de Lyon, il est avocat en 1844 et rejoint le parquet de Paris en 1846. Il démissionne en février 1848. Maire de Saint-Just-d'Avray en 1852, conseiller général en 1855, il est député du Rhône de 1863 à 1870, siégeant dans la majorité soutenant le Second Empire, puis dans le Tiers-Parti après 1869.

## Sources
- « Joannès Terme », dans Adolphe Robert et Gaston Cougny, Dictionnaire des parlementaires français, Edgar Bourloton, 1889-1891 [détail de l’édition]